# John Gadret
John Gadret (Épernay, 22 aprile 1979) è un ex ciclista su strada e ciclocrossista francese professionista su strada dal 1999 al 2015 e attivo nel ciclocross fino al 2017. Ha vinto una tappa al Giro d'Italia 2011, che ha chiuso al terzo posto, e due titoli nazionali di ciclocross.

## Carriera
Attivo nella categoria Elite del cross a partire dal 2001, nelle stagioni successive vince due campionati nazionali francesi e due Challenge la France Cycliste. In totale nel cross ottiene una decina di successi, partecipando anche a numerose edizioni dei campionati del mondo (miglior risultato l'ottavo posto nel 2007 a Hooglede-Gits).
Passa professionista su strada nel 2004, e dopo una stagione alla Chocolade Jacques-Wincor Nixdorf e una alla Jartazi-Revor, nel 2006 si accasa alla AG2R La Mondiale, squadra del circuito Pro Tour. Dotato di un fisico minuto, da scalatore, si mette in evidenza al Giro d'Italia 2006, rendendosi protagonista di buone prestazioni in salita, prima di cadere e fratturarsi la clavicola. Nel 2007 ottiene le prime tre vittorie da pro su strada, una tappa e la classifica finale del Tour de l'Ain, e il Gran Premio del Canton Argovia; si ripete nel 2008 aggiudicandosi una frazione al Tour de l'Ain.
Nella 2010 partecipa sia al Giro d'Italia che al Tour de France. Al Giro si fa notare nella tappa con arrivo sul Terminillo con continui scatti; l'unico piazzamento di rilievo è tuttavia il terzo posto rimediato nella cronoscalata di San Vigilio di Marebbe: chiude al tredicesimo posto in classifica, con un ritardo superiore ai 20 minuti dal vincitore Ivan Basso. Al Tour non trova né successi né podi concludendo al diciannovesimo posto a più di 24 minuti da Alberto Contador, risultando tuttavia il migliore dell'AG2R e il miglior corridore francese nella classifica generale. Nel 2011 ritorna sulle strade del Giro d'Italia. Questa volta vince l'undicesima tappa, da Tortoreto Lido a Castelfidardo, dedicando il successo allo sfortunato corridore Wouter Weylandt, deceduto per un incidente nove giorni prima. Chiude la corsa al quarto posto (poi divenuto terzo a seguito della squalifica di Alberto Contador), ottenendo il miglior risultato in carriera in un Grande Giro. Questo è il punto più alto della sua carriera, negli anni successivi non riesce infatti a cogliere altre vittorie: non va oltre l'undicesimo posto al Giro d'Italia 2012 e ottiene due piazzamenti sul gradino più basso del podio nelle classifiche generali della Route du Sud e del Tour de l'Ain nel 2013.
Non avendo ottenuto il rinnovo del contratto, per il 2014 si accasa alla Movistar, dove ritrova come direttore sportivo José Luis Arrieta, già suo compagno nell'AG2R. Qui si mette al servizio della squadra, in particolare al Tour dove aiuta Alejandro Valverde a conquistare il quarto posto nella classifica generale, riuscendo a sua volta a classificarsi diciannovesimo. 
Al termine del contratto con la Movistar, non trovando un nuovo ingaggio, si dedica per un paio d'anni al ciclocross, nel 2016 con il Cross Team By G4, squadra creata dall'amico Steve Chainel, e nel 2017 con la maglia dell'USO Bruay-la-Buissière, raggiungendo entrambi gli anni il terzo posto nel campionato francese di ciclocross.

## Palmarès

### Cross
- 2002-2003

Lapalisse, 1ª prova Challenge la France Cycliste
Pontchâteau, 3ª prova Challenge la France Cycliste
Classifica generale Challenge la France Cycliste
- 2003-2004

Cyclo-Cross de Val Joly (Val Joly)
Athee-sur-Cher, 1ª prova Challenge la France Cycliste
Classifica generale Challenge la France Cycliste
Campionati francesi, Prova Elite
- 2004-2005

Vlaamse Witloof Veldrit Vossem (Vossem)
Sedan, 2ª prova Challenge la France Cycliste
- 2005-2006

Fourmies, 1ª prova Challenge la France Cycliste
Cyclocross Châteaubernard (Châteaubernard)
Campionati francesi, Prova Elite
- 2011-2012

Grand Prix Hotel Threeland (Pétange)

### Strada
- 2007 (Ag2r, tre vittorie)

3ª tappa Tour de l'Ain
Classifica generale Tour de l'Ain
Gran Premio del Canton Argovia
- 2008 (Ag2r, una vittoria)

4ª tappa Tour de l'Ain
- 2011 (Ag2r, una vittoria)

11ª tappa Giro d'Italia (Tortoreto Lido > Castelfidardo)

## Piazzamenti

### Grandi Giri
- Giro d'Italia

2004: ritirato (4ª tappa)
2006: ritirato
2010: 13º
2011: 3º
2012: 11º
- Tour de France

2007: 54º
2008: ritirato (7ª tappa)
2010: 19º
2011: non partito (11ª tappa)
2013: 22º
2014: 19º
- Vuelta a España

2008: 18º
2009: ritirato (11ª tappa)
2012: non partito (10ª tappa)

### Classiche monumento
- Giro delle Fiandre

2015: ritirato
- Parigi-Roubaix

2015: 79º
- Liegi-Bastogne-Liegi

2013: 31º
2014: 78º
- Giro di Lombardia

2012: ritirato

### Competizioni mondiali
- Coppa del mondo di ciclocross

2001-2002: 17º
2002-2003: 10º
2003-2004: 10º
2005-2006: 6º
2006-2007: 9º
2009-2010: 25º
2010-2011: 27º
2011-2012: 54º
- Campionati del mondo di ciclocross

Montreuil 1996 - Juniores: 6º
Monaco di Baviera 1997 - Juniores: 6º
Middelfart 1998 - Under-23: 27º
Poprad 1999 - Under-23: 5º
Sint-Michielsgestel 2000 - Under-23: 12º
Tábor 2001 - Under-23: 12º
Zolder 2002 - Elite: 19º
Pontchâteau 2004 - Elite: 28º
St. Wendel 2005 - Elite: 12º
Hooglede-Gits 2007 - Elite: 8º
Treviso 2008 - Elite: 9º
Tábor 2010 - Elite: 21º
St. Wendel 2011 - Elite: 13º
Koksijde 2012 - Elite: 29º
- Campionati del mondo su strada

Varese 2008 - In linea Elite: 46º